# Birkackerhöfe
Birkackerhöfe ist ein Stadtteil von Lauingen im schwäbischen Landkreis Dillingen an der Donau in Bayern. Der Weiler liegt eineinhalb Kilometer südöstlich der Landstraße zwischen Lauingen und Wittislingen.

## Geschichte
Der Ort liegt in der Nähe der Wüstung „Birkach“, die erstmals 1156 genannt wird. Birkach war vermutlich eine Ausbausiedlung von Wittislingen. Das Kloster Kaisheim gelangte im Hochmittelalter in den Besitz des ganzen Ortes und errichtete hier eine Grangie (Klosterhof). Nach 1307 wurde der Ort aufgelassen und die Bewirtschaftung der Felder übernahmen Bauern aus den umliegenden Dörfern. 
Birkackerhöfe nimmt den Namen der Wüstung wieder auf. Erst 1845 wurde hier ein Hof erbaut und es folgten zwischen 1865 und 1883 weitere.
Von Anfang 1945 bis April 1945 waren hier 3000 KZ-Häftlinge im Außenlager Lauingen-Birkackerhof des Konzentrationslagers Dachau interniert.

## Religionen
Die katholische Kapelle Mariä Heimsuchung wurde 1952 errichtet. An ihrer Stelle stand ein Vorgängerbau von 1887.